# 전라도의 음식 목록
아래는 전라도의 음식 목록이다.

## 주 요리
- 전주비빔밥
- 콩나물국밥
- 피문어죽
- 깨죽
- 오누이죽
- 대추죽
- 합자죽
- 대합죽
- 냉국수
- 고둥칼국수

## 반찬류
- 머우깨국
- 천어탕
- 추어탕
- 죽순찜
- 홍어어시육
- 붕어조림
- 멸치자반
- 두루치기
- 장어구이
- 숯불불고기
- 생치섭산적
- 송이산적
- 산돼지고기구이
- 애저
- 육회
- 홍어회
- 꼬막회
- 젓갈류

- 게장

- 생산대구아가미젓

### 건어
- 육포
- 민어포
- 대구포

### 채소
- 산채
- 겨자잡채
- 톳나물
- 파래무침
- 꼴뚜기무생채
- 갓쌈지
- 고들빼기김치
- 배추포기김치
- 검들김치
- 굴깍두기
- 백지
- 굴비노적
- 짠 반찬
- 가죽부각
- 부각
- 황포묵

## 떡
- 감시리떡
- 감고지떡
- 나복병(무시루떡)
- 호박메시리떡
- 복령떡
- 수리취개떡(수리취떡)
- 송피떡
- 고치떡
- 삘기송편
- 호박고지차시루떡
- 감인절미
- 감단자
- 전주경단
- 해남경단
- 우찌지
- 차조기떡
- 섭전

## 후식
- 산자(유과)
- 유과별법
- 고구마엿
- 동아정과
- 생강정과
- 연근정과
- 유자화채
- 곶감수정과

## 같이 보기
- 한국 요리
- 조선왕조 궁중음식
- 사찰음식
- 한국 요리 목록